# Список государственных комитетов СССР

На печатях государственных комитетов СССР был изображен Герб СССР

## Алфавитный список государственных комитетов СССР
В этом разделе представлен список всех государственных комитетов, которые когда либо существовали в системе центральных органов государственного управления Советского Союза.
| Официальные наименования госкомитетов в разные годы              | Официальные наименования госкомитетов в разные годы |
| ---------------------------------------------------------------- | --------------------------------------------------- |
| комитет                                                          | до нач. 1950-х годов                                |
| государственный комитет Совета Министров СССР*                   | 1950—1978                                           |
| государственный производственный комитет СССР*                   | ?—1965                                              |
| государственный комитет СССР*                                    | ?—1991                                              |
| комитет СССР                                                     | конец 1980-х — 1991                                 |
| *Действовали одновременно в рамках периода своего существования. |                                                     |

| А Б В Г Д Е Ж З И Й К Л М Н О П Р С Т У Ф Х Ц Ч Ш Щ Ы Э Ю Я                                                                                                   |
| Наименования учреждений приведены в упрощенном виде. В круглых скобках официальная аббревиатура учреждения и годы его существования под данным наименованием. |

### А
- Государственный комитет СМ СССР по авиационной технике (1957—1965)
- Государственный комитет СМ СССР по автоматизации и машиностроению (1959—1963)
- Государственный агропромышленный комитет (Госагропром)
- Комитет архитектуры и градостроительства (Госархитектура, 1991)[4]

### В
- Валютный комитет (1991)[5]
- Государственный комитет по внедрению передовой техники в народное хозяйство (Гостехника)
- Государственный комитет СМ СССР по внешним экономическим связям (1957—1988)
- Государственный комитет по вычислительной технике и информатике[6]

### Г
- Комитет геодезии и картографии (Госгеодезия, 1991)[7]
- Государственный комитет по гидрометеорологии (Госкомгидромет)
- Комитет гидрометеорологии (Госгидромет, 1991)[8]
- Государственный комитет по гидрометеорологии и контролю природной среды
- Государственный комитет государственной безопасности при СМ СССР (КГБ) (1954—1991)[9]

### З
- Государственный комитет заготовок СМ СССР (1961—1969)
- Государственный комитет по закупкам продовольственных ресурсов

### И
- Государственный комитет по делам издательств, полиграфии и книжной торговли (Госкомиздат)
- Государственный комитет по иностранному туризму (Госкоминтурист)
- Государственный комитет СМ СССР по использованию атомной энергии (Госкоматом) (1960—1965)

### К
- Государственный комитет по кинематографии (Госкино, 1963—1991)
- Комитет кинематографии (Госкино, 1991)[10]
- Государственный комитет СМ СССР по координации научно-исследовательских работ (1961—1965)
- Государственный комитет СМ СССР по культурным связям с зарубежными странами (1960—1965)

### Л
- Государственный комитет по лесной, целлюлозно-бумажной, деревообрабатывающей промышленности и лесному хозяйству
- Комитет лёгкой промышленности (Гослегпром, 1991)[11]
- Государственный комитет СМ СССР по лесной, целлюлозно-бумажной, деревоперерабатывающей промышленности и лесному хозяйству (1962—1963)
- Государственный комитет по лесу
- Государственный комитет СМ СССР по лёгкой промышленности (1962—1963)

### М
- Государственный комитет по материально-техническому снабжению (Госснаб)
- Государственный комитет по материальным резервам
- Комитет по государственным материальным резервам (Госрезерв, 1991)[12]
- Государственный комитет по машиностроению
- Государственный комитет по металлургии

### Н
- Государственный научно-технический комитет
- Государственный комитет по надзору за безопасным ведением работ в промышленности и атомной энергетике (Госкоматом)
- Комитет по государственному надзору за безопасным ведением работ в промышленности и атомной энергетике (Госпроматомнадзор, 1991)
- Государственный комитет по надзору за безопасным ведением работ в промышленности и горному надзору (Госгортехнадзор СССР)
- Комитет народного контроля
- Государственный комитет по народному образованию
- Государственный комитет по науке и технике (ГКНТ)
- Государственный комитет по науке и технологиям (ГКНТ)
- Государственный научно-технический комитет СМ СССР (ГКНТ) (1957—1961)
- Государственный комитет по национальным вопросам
- Государственный комитет по новой технике (Гостехника)

### О
- Государственный комитет СССР по обеспечению нефтепродуктами
- Государственный комитет СМ СССР по оборонной технике (1957—1963)
- Государственный комитет по оборонной технике СССР (1963—1965)
- Государственный комитет СССР по оборонным технологиям
- Государственный комитет обороны (1941—1945)
- Государственный комитет по охране природы (Госкомприрода)
- Комитет по охране государственной границы СССР (1991)

### П
- Государственный плановый комитет (Госплан, 1948—1991)
- Государственный комитет по печати
- Государственный комитет СМ СССР по пищевой промышленности (1962—1963)
- Государственный комитет по производственно-техническому обеспечению сельского хозяйства (Госкомсельхозтехники)
- Государственный производственный комитет по работам
- Государственный комитет СМ СССР по профессионально-техническому образованию (1959—1978)

### Р
- Государственный комитет СМ СССР по радиовещанию и телевидению (1962—1965)
- Государственный комитет СМ СССР по радиоэлектронике (1957—1965)
- Государственный комитет СМ СССР по рыбному хозяйству (1962—1963)

### С
- Государственный комитет по стандартам (Госстандарт)
- Комитет стандартизации и метрологии (Госстандарт, 1991)[13]
- Государственный комитет по статистике (Госстат)
- Государственный комитет по строительным материалам
- Государственный строительный комитет (Госстрой)
- Государственный комитет СМ СССР по делам строительства (Госстрой) (1950)
- Государственный комитет по строительству и инвестициям (Госстрой)
- Государственный комитет СМ СССР по судостроению (1957—1965)

### T
- Таможенный комитет[14]
- Государственный комитет по телевидению и радиовещанию
- Государственный комитет СМ СССР по топливной промышленности (1961—1963)
- Государственный комитет СМ СССР по торговле (1962—1965)
- Государственный комитет СМ СССР по вопросам труда и заработной платы (1955—1976)
- Государственный комитет по труду и социальным вопросам (Госкомтруд)

### У
- Государственный комитет по управлению качеством продукции и стандартам (Госстандарт)

### Ф
- Государственный комитет по физической культуре и спорту
- Комитет физической культуры и спорта (Госспорт, 1991)

### Х
- Государственный комитет СМ СССР по химии (1958—1963)
- Государственный комитет по химии и биотехнологиям
- Государственный комитет по хлебопродуктам

### Ц
- Государственный комитет по ценам (Госкомцен)

### Ч
- Государственный комитет СМ СССР по чёрной и цветной металлургии (1961—1963)
- Государственный комитет по чрезвычайному положению (18-21 августа 1991)

### Э
- Государственный комитет СМ СССР по электротехнике (1961—1965)
- Государственный производственный комитет по энергетике и электрификации

## Хронологический список государственных комитетов СССР
Здесь приведены списки комитетов в статусе центральных государственных органов межотраслевого управления, которые существовали в разные годы деятельности правительства СССР.

### В рамках Совета Министров СССР (1946—1990)
- Перечень госкомитетов СССР на 3 августа 1982 года
- Перечень госкомитетов СССР на 27 июня 1989 года

### В рамках Кабинета Министров СССР (1990—1991)
- Комитет государственной безопасности СССР
- Государственный комитет СССР по закупкам продовольственных ресурсов
- Государственный комитет СССР по лесу
- Государственный комитет СССР по машиностроению
- Государственный комитет СССР по народному образованию
- Государственный комитет СССР по науке и технологиям
- Государственный комитет СССР по национальным вопросам
- Государственный комитет СССР по статистике
- Государственный комитет СССР по строительству и инвестициям
- Государственный комитет СССР по химии и биотехнологиям

### В рамках Межреспубликанского экономического комитета СССР (1991)
Список приведён по состоянию на 14 ноября 1991 года.
Государственные комитеты
- Государственный комитет СССР по закупкам продовольственных ресурсов
- Государственный комитет СССР по лесу
- Государственный комитет СССР по машиностроению
- Государственный комитет СССР по науке и технологиям
- Государственный комитет СССР по народному образованию
- Государственный комитет СССР по национальным вопросам
- Государственный комитет СССР по статистике
- Государственный комитет СССР по строительству и инвестициям
- Государственный комитет СССР по химии и биотехнологиям

Комитеты
- Комитет архитектуры и градостроительства СССР (Госархитектура СССР)[4]
- Валютный комитет СССР[5]
- Комитет геодезии и картографии СССР (Госгеодезия СССР)[7]
- Комитет гидрометеорологии СССР (Госгидромет СССР)[8]
- Комитет государственной безопасности СССР (КГБ СССР)[9]
- Комитет СССР по государственным материальным резервам (Госрезерв СССР)[12]
- Комитет СССР по государственному надзору за безопасным ведением работ в промышленности и атомной энергетике (Госпроматомнадзор СССР)[15]
- Комитет кинематографии СССР (Госкино СССР)[10]
- Комитет легкой промышленности СССР (Гослегпром СССР)[11]
- Комитет стандартизации и метрологии СССР (Госстандарт СССР)[16]
- Комитет физической культуры и спорта СССР (Госспорт СССР)
- Таможенный комитет СССР[14]